# Centre d'édition contemporaine
 (août 2012).
Si vous disposez d'ouvrages ou d'articles de référence ou si vous connaissez des sites web de qualité traitant du thème abordé ici, merci de compléter l'article en donnant les références utiles à sa vérifiabilité et en les liant à la section « Notes et références ».
 (août 2018).
Ses statuts exposent que l’association du Centre d’édition contemporaine (CEC) a pour but de promouvoir l’édition contemporaine que ce soit ou non en lien avec d’autres types d’expérimentations en art plastique, d’éditer ou de co-éditer, d’organiser et de gérer des expositions et des manifestations d’art contemporain. Cette association privée à but non lucratif est partiellement subventionnée par la Ville de Genève.

## Historique
L’association du Centre genevois de gravure contemporaine (Cggc) est constituée en 1964,. En 2001, le Cggc change de nom pour devenir le Centre d’édition contemporaine (CEC).

## Le CEC aujourd'hui
Le Centre d'édition contemporaine poursuit depuis 1986 une programmation régulière d'expositions et d'éditions avec une interaction ou une intervention entre les champs artistiques les plus récents. L'édition, incluant  toutes œuvres diffusées de source électronique ou autre, est présente au travers d'une multitude de pratiques artistiques contemporaines. Cette façon de faire engage un questionnement envers les modes de production, de présentation, de diffusion, de transmission et d'archivage.

## Éditions (sélection)
(novembre 2018).
2018
- Keren Cytter, The Brutal Turtle, coédition Pork Salad Press, Copenhague et CEC, Genève, 2018  (ISBN 978-87-91409-97-4)
- Keren Cytter, The Furious Hamster, coédition Pork Salad Press, Copenhague et CEC, Genève, 2018  (ISBN 978-87-91409-96-7)
- Victor Man, Childhood Drawings for Rózsa, édition du CEC, Genève, 2018  (ISBN 978-2-9701174-7-6)

2017
- Mélanie Matranga, A : Hope open et B : Love close, diptyque, édition du CEC, Genève, 2017.
- Jean-Michel Wicker, #picturebook1, édition du CEC, Genève, 2017.  (ISBN 978-2-9701174-0-7)
- Jakob Kolding, Through the Looking Glass, collage unique, édition du CEC, Genève, 2017.
- Jonathan Monk, Directional Advice, sérigraphie, édition du CEC, Genève, 2017.

2016
- Valentin Carron, Sunset Punta Cana, édition d’un imprimé, édition du CEC, Genève, 2016.
- ARTISTS’ VOICES, triple vinyle, édition du CEC, 2016.
- Mathis Gasser, In the Museum 1 2 (3), Regulators 1 2 n, édition du CEC, Genève, 2016  (ISBN 978-2-8399-1979-1)
- Jean-Michel Wicker, Belle étiquette, édition du CEC, 2016.

2015
- David Maljkivic avec Konstantin Grcic, Negatives, Coédition Sprüth Magers et le CEC, Genève, 2015.
- Jason Dodge, Shoes made for someone with three feet by a master shoemaker in Berlin, édition du CEC, 2015.
- Jason Dodge, "what we keep doing to ourselves" (made near Jean Calvin's grave), édition du CEC, 2015.
- Jason Dodge, édition de 120, édition du CEC, 2015.
- David Hominal, Détail, sérigraphie, édition du CEC, 2015.
- Tobias Kaspar, Heart - Bite Valentine’s Day Teddy, Coédition de Tobias Kaspar et du CEC, Genève, 2015.

2014
- Oriol Vilanova, ONE HUNDRED AND FIFTY, édition du CEC, 2014.
- Victor Man, sans titre, couteau de poche, édition du CEC, 2014.
- Raphaël Julliard, RREPTILES, édition du CEC, 2014  (ISBN 978-2-9701174-5-2)

2013
- Philippe Decrauzat, One second, Notes on Replica, édition du CEC, 2013.
- Jonathan Monk, Soft Boiled Egg 1/10, Soft Boiled Eggs 2/10, Soft Boiled Eggs 3/10, ... Soft Boiled Eggs 10/10, édition du CEC, 2013.
- David Hominal, Through the Windows, édition du CEC, 2013  (ISBN 978-2-9701174-4-5)

2012
- Oscar Tuazon, Working Drawing, édition du CEC, 2012  (ISBN 978-2-9701174-3-8)
- Trisha Donnelly, Sans titre, édition du CEC, 2012.
- Sylvie Fleury, Moon Eyes, Coédition Eternal Tour et CEC, 2012,

2011
- Aaron Flint Jamison, BLOCK 2, édition du CEC, 2011.
- Fabian Marti, Marti Keramik, édition du CEC, 2011.
- Philippe Decrauzat, Trois films photographiés – A Change of Speed, a Change of Style, a Change of Scene – After Birds – Screen O Scope, édition du CEC, 2011  (ISBN 978-2-9701174-2-1)
- Gerard Byrne, "For example ; a sketch of Five Elevations, 1971-72", édition du CEC, 2011.
- Jeffrey Vallance, The Vallance Bible, Coédition de la Grand Central Press, Santa Ana et CEC, 2011  (ISBN 978-0-9817987-7-6)

2010
- Susanne M Winterling, Dynamique de réflexion, édition du CEC, 2010.

2009
- Erik van Lieshout, Animation Book, édition du CEC, 2009.
- Erik van Lieshout, The Assistant, édition du CEC, 2009.
- Benjamin Valenza, Sculpture (2006), édition du CEC, 2009.
- Jeffrey Vallance, 500th Anniversary of the Birth of John Calvin (1509-2009), édition du CEC, 2009.
- Angela Marzullo, Les Pisseuses, édition du CEC, 2009.
- Pierre Bismuth, Something Less, Something More - DIY, édition du CEC, 2009.

## Publication et Catalogue
- L’Effet papillon 1989-2007, édition du Centre d’édition contemporaine, Genève, 2008  (ISBN 978-3-905829-77-8).
- Sgrafo vs Fat Lava, édition jrp/ringier (éd. Nicolas Trembley, collection Hapax), Zurich, 2011  (ISBN 978-3-03764-163-7) (fr),  (ISBN 978-3-03764-277-1) (en).